# Manuel de Ugarte y Riu
Manuel de Ugarte y Riu (nacido el 1935) es un piloto de aviones español.

## Vida
Realiza sus primeros vuelos a los 16 años en el curso de vuelos sin motor, ingresando en la Academia General del Aire a los 17. Destinado a Canarias, es destacado en el Sahara español donde dirige el Aeródromo de Villa Cisneros. Realiza 278 misiones en la Guerra de Ifni.
Realiza los cursos de vuelos sin visibilidad con los Ju-52 en Jerez, curso Básico en Salamanca con North American T-6, curso de reactores en la Base Aérea de Talavera la Real con North American T-33 y curso de lucha antisubmarina en San Diego, California con los Grumman Albatros.
Fue Comandante del Ejército del Aire, y Piloto de Transporte de Línea Aérea, siendo comandante del MD-87. Ha sido instructor del DC-8, DC-9 y DC-10.
Actualmente forma parte del equipo de organización de la CTVA, siendo director suplente de demostración aérea.

## Obra
- Entre Junkers y “Buchones”, Memorias de un piloto acrobático español en la década de los 50 (2008)
- Vuelo Seguro (1995)

## Películas
Ha participado en las películas "La Batalla de Inglaterra" volando con los Messerschmitt Bf 109 y "Patton" con los North American T-6.

## Competiciones acrobáticas
Ha participado como miembro del Equipo español de vuelo acrobático en tres campeonatos mundiales de vuelo acrobático: Bilbao 64, Moscú 66 y Magdeburgo 68. Como juez ha participado en el Campeonato de España de Vuelo Acrobático del 88 y 93.

### Premios
- Medalla de plata por equipos en Campeonato Mundial de Vuelo Acrobático de 1964.
- Medalla de plata al Mérito Deportivo.